# Chari (département)
Le Chari est un des 3 départements composant la région du Chari-Baguirmi au Tchad. Son chef-lieu est Mandélia.

## Subdivisions
Le département du Chari est divisé en 5 sous-préfectures :
- Mandélia
- La Loumia
- Koundoul
- Linia
- Lougoun (Logone Gana)

## Administration
Préfets du Chari (depuis 2002)
- 9 octobre 2008 : Bamaï Mamadou Boukar[1]
- 3 février 2010 : Haoua (Hawa) Gamané